# Еркероде
Еркероде (нім. Erkerode) — громада в Німеччині, розташована в землі Нижня Саксонія. Входить до складу району Вольфенбюттель. Складова частина об'єднання громад Зікте.
Площа — 13,34 км2. Населення становить 864 ос. (станом на 31 грудня 2021).